# Yesterdays (álbum de Pennywise)
Yesterdays es el undécimo álbum de estudio del grupo de punk rock norteamericano Pennywise, publicado el 15 de julio de 2014 por Epitaph Records. Contiene composiciones no registradas anteriormente (con la excepción de «No Way Out» y «Slowdown», que aparecieron en 1989 en A Word From the Wise y en 1993 en Unknown Road, respectivamente) de su fallecido bajista Jason Thirsk. Yesterdays también es el primer álbum de Pennywise con el cantante Jim Lindberg después de que dejó la banda en 2009 y regresó en 2012.
«Violence Never Ending» fue lanzado en radios como sencillo del álbum el 23 de junio de 2014.

## Listado de canciones
Todas las canciones escritas por Pennywise.

| CD / Descarga digital |                         |          |  |
| N.º                   | Título                  | Duración |  |
| 1.                    | «What You Deserve»      | 2:47     |  |
| 2.                    | «Restless Time»         | 1:26     |  |
| 3.                    | «Noise Pollution»       | 3:18     |  |
| 4.                    | «Violence Never Ending» | 1:59     |  |
| 5.                    | «Am Oi!»                | 2:11     |  |
| 6.                    | «Thanksgiving»          | 2:52     |  |
| 7.                    | «She's a Winner»        | 3:22     |  |
| 8.                    | «Slowdown»              | 3:03     |  |
| 9.                    | «Public Defender»       | 2:10     |  |
| 10.                   | «No Way Out»            | 2:44     |  |
| 11.                   | «I Can Remember»        | 3:44     |  |
| 29:36                 |                         |          |  |

| Edición Deluxe |                                                                                             |          |  |
| N.º            | Título                                                                                      | Duración |  |
| 12.            | «Band Practice 89» (Práctica de la banda de algunas de las canciones incluidas en el álbum) | 13:38    |  |
| 43:14          |                                                                                             |          |  |

## Recepción de la crítica
Mark Deming del sitio web Allmusic señaló que «Yesterdays está dominado por varias canciones no grabadas previamente que Thirsk escribió para Pennywise, y los resultados son el arquetípico punk de SoCal: ajustado, poderoso e implacable, con un suministro interminable de acordes potentes, líneas de bajo elásticas y una batería aguda, mientras el grupo lanza 11 himnos de ira y esperanza. Yesterdays es un homenaje sincero a un camarada caído, así como un recordatorio de que Pennywise recuerda bien sus raíces y no ha perdido de vista las ideas e ideales que los impulsaron».
Ian gormely del sitio especializado Exclaim! indicó en su reseña que «Regrabando temas como 'No Way Out' y una serie de temas inéditos escritos por el fallecido bajista Jason Thirsk, la banda intenta reavivar el sonido y la energía de sus primeros lanzamientos. En la superficie, todo suena bien; la producción es seca y la batería suena minúscula mientras la banda toca once canciones en menos de 30 minutos, recreando la energía abrasadora del 89 con aplomo».

## Créditos
| - Jim Lindberg – Voz - Fletcher Dragge – Guitarra - Randy Bradbury – Bajo - Byron McMackin – Batería | - Jason Thirsk – Escritor, bajo (Band Practice '89) - Ian Petersen – Productor, ingeniero - Gene Grimaldi – Masterización - Fred Hidalgo – Diseño de logo, arte de portada - Arte y diseño adicionales proporcionados por Byron McMackin y Pennywise |